# Kelly Rowland
Kelly Rowland, właśc. Kelendria Trene Rowland (ur. 11 lutego 1981 w Atlancie) – amerykańska piosenkarka R&B, tancerka, autorka tekstów piosenek, aktorka i działaczka społeczna. Rozpoznawalność zyskała będąc w girlsbandzie Destiny’s Child, który sprzedał ponad 100 milionów płyt na całym świecie.
Po seriach komercyjnych sukcesów w grupie Destiny’s Child i światowym sukcesie singla „Dilemma”, nagranego w duecie z raperem Nelly, utworu który zdobył statuetkę Grammy, Rowland wydała swój debiutancki, solowy album, Simply Deep (2002). Krążek zyskał przychylność krytyków i publiczności sprzedając się w nakładzie 2,5 miliona egzemplarzy na całym świecie. Kolejny longplay Kelly ukazał się pięć lat po swoim poprzedniku. Ms. Kelly (2007) wydano 25 czerwca 2007 w Stanach Zjednoczonych i 3 lipca w Europie. Singlem promującym album okazał się utwór „Like This” wykonany w duecie z Eve. Kolejnymi kompozycjami wydanymi jako single były piosenki „Ghetto” z gościnnym udziałem Snoop Dogga oraz międzynarodowy „Work”. Ponadto w roku 2008 artystka wydała reedycję krążka Ms. Kelly wraz z promującym go singlem „Daylight” nagranym z Gym Class Heroes.
W 2013 roku wystąpiła w amerykańskiej edycji programu X- factor jako członek jury u boku Simona Cowella, Demi Lovato i Pauliny Rubio.
W międzyczasie kariery muzycznej, Rowland wzięła udział w kilku przedsięwzięciach aktorskich w filmach i serialach telewizyjnych.

## Życiorys

### Dzieciństwo
Rowland urodziła się w Atlancie, w Georgii w Stanach Zjednoczonych. Jej rodzicami są Doris Rowland Garrison oraz Christopher Lovett, którzy pobrali się po narodzinach wokalistki. W wieku siedmiu lat razem z matką wyprowadziły się z rodzinnej miejscowości pozostawiając ojca Kelly samego z powodu jego alkoholizmu. Po przeprowadzeniu się do Houston w Teksasie poznała Beyoncé Knowles. Po kilku latach stały się najlepszymi przyjaciółkami i postanowiły założyć zespół Destiny’s Child. Razem z LaTavia Roberson oraz LeToya Luckett po sześciu latach wydały debiutancką płytę, która okazała się sukcesem w USA. Zaraz po wydaniu drugiego albumu dwie z początkowego składu girlsbandu opuściły zespół pozostawiając Knowles i Rowland same. W ciągu kilku miesięcy Farrah Franklin oraz Michelle Williams dołączyły do Destiny’s Child. Pomimo zmian, nastąpiły kolejne – po nagraniu teledysku do nagrania „Say My Name” Franklin opuściła girlsband.
Trio złożone z Beyoncé, Kelly oraz Michelle wydały razem swój pierwszy album numer #1 oraz dwa single, które zdobyły szczyt notowania Billboard Hot 100. Zespół w ciągu całego swego istnienia sprzedał ponad 100 milionów egzemplarzy płyt oraz stał się girlsbandem, który sprzedał najwięcej płyt w całej historii przemysłu fonograficznego.
Zna język migowy.

## Kariera muzyczna

### Simply Deep(2002-2003)

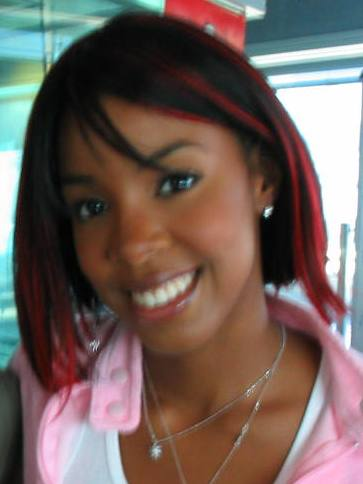
Kelly Rowland, 2007

Pierwszy solowy album Kelly Rowland wydany został w październiku 2002 w USA i w lutym 2003 w Europie. Krążek nagrany został w brzmieniach „alternatywnego R&B” z domieszką rocka oraz popu. Na longplayu znalazła się piosenka „Dilemma”, która nagrana wspólnie z Nellym zdobyła Nagrodę Grammy w roku 2003 oraz okupowała notowanie Billboard Hot 100 w sumie przez dziesięć tygodni. Nad pracami Rowland czuwali tacy producenci jak Brandy, Mark J. Feist, Robert „Big Bert” Smith, Rich Harrison, Solange Knowles, Alonzo Jackson, Damon Elliot Leli oraz Sean Okundaye. Podczas gdy album zajmował pozycje w Top 10 większości notowań najlepiej sprzedających się albumów na świecie, w Ameryce pozostał na pozycji #12 nie zajmując wyższego miejsca na Billboard 200. W rodzimym kraju artystki krążek sprzedał się w postaci 590 000 egzemplarzy oraz został odznaczony złotą płytą; Simply Deep zajął natomiast miejsce #1 w brytyjskim notowaniu najlepiej sprzedających się albumów oraz odznaczony został platynową płytą. Oprócz tego longplay uzyskał status złotej płyty w takich krajach jak: Irlandia, Hongkong, Singapur, Australia, Nowa Zelandia, czy Kanada.
Drugim singlem promującym album stała się kompozycja „Stole”, która znalazła się w Top 10 w kilku krajach oraz Top 5 w Australii, Nowej Zelandii oraz Wielkiej Brytanii. Piosenka nigdy nie znalazła się w Top 20 notowania Billboard Hot 100. Kolejnym singlem okazał się utwór „Can't Nobody”, który znalazł się w Top 10 notowań w kilku krajach. „Train on a Track”, finalny singel z krążka stał się czwartym solowym utworem Rowland znajdującym się w Top 20 brytyjskiego notowania.
W roku 2005, Kelly pojawiła się w utworze „Here We Go” raperki Triny, który pojawił się w stacjach radiowych we wrześniu 2005 oraz zyskał sukces dla obydwu artystek znajdując się w Top 20 w Nowej Zelandii, Finlandii, Wielkiej Brytanii oraz Stanach Zjednoczonych.

### Ms. Kelly(2007-2008)
Nad swoim drugim solowym albumem Kelly pracowała trzy lata. Oryginalnie tytuł miał brzmieć My Story, a pierwsza wersja albumu, która była produkowana przez: Big Tank, Soulshock & Karlin, Patrick „J. Que” Smith, Rich Harrison, Rodney Jerkins; napisana przez Robin Thicke i Solange Knowles oraz wydana z udziałem raperek Remy Ma i Shawnna, światło dzienne miał ujrzeć dnia 13 czerwca 2006.

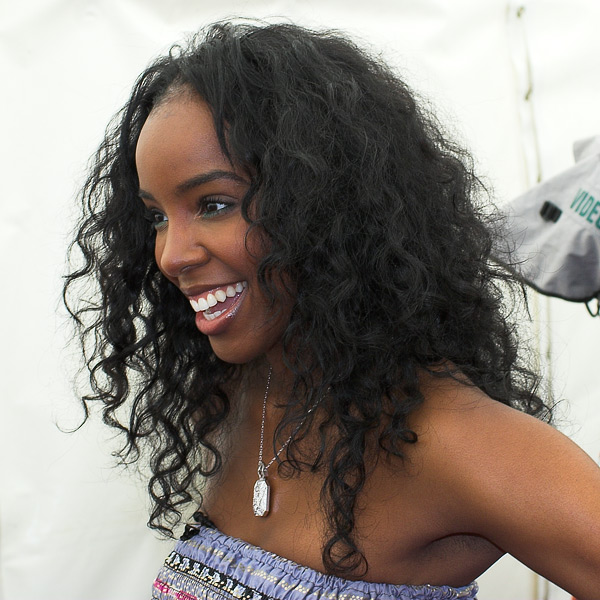
Kelly Rowland, 2008

6 maja 2006 odbyła się światowa premiera głównego singla z krążka „Gotsta Go” wyprodukowanego przez CKB, to na uroczystości 2006 MTV Asia Awards w Bangkoku, Kelly razem z menadżerami i wytwórnią Columbia Records zdecydowali się przełożyć datę wydania albumu, wycofać singla „Gotsta Go” i całkowicie zmienić listę utworów płyty.
Ms. Kelly zadebiutował na drugim miejscu Billboard Top R&B/Hip-Hop Albums oraz szóstym miejscu Billboard 200. W pierwszym tygodniu od premiery krążek sprzedał się w nakładzie 83 tys. sztuk w samych Stanach Zjednoczonych co sprawiło, że krążek ten stał się pierwszym w solowej karierze Rowland, który zajął pozycję Top 10 najlepiej sprzedających się albumów. Ekskluzywnie specjalnie dla sieci supermarketów Wal-Mart, album wydany został dodatkowo ze specjalnym DVD zatytułowanym BET Presents Kelly Rowland, które zawiera występy Rowland w studiu BET, występy na czerwonych dywanach oraz wszystkie dotychczasowe teledyski wydane przez wokalistkę. Poza Stanami Zjednoczonymi album nie zyskał sukcesu. Najwyższą pozycją jaką zdobył w Wielkiej Brytanii to 37. miejsce.

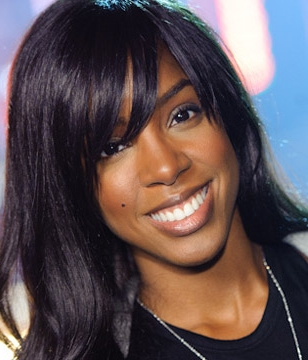
Kelly Rowland, 2011

W wywiadzie Rowland wyznała, że planuje wydać reedycję krążka z dodatkowymi utworami oraz dwoma promującymi go singlami.
Głównym singlem promującym Ms. Kelly stała się kompozycja „Like This” nagrana wspólnie z Eve. Utwór odniósł sukces w krajach europejskich, zajmując w większości tamtejszych notowań, pozycje w Top 10. Drugim singlem z krążka okazała się piosenka „Ghetto” wydana jedynie na amerykański rynek muzyczny. Kompozycja nie uzyskała sukcesu, nie debiutując na notowaniu Billboard Hot 100. Trzecim singlem promującym album stał się utwór „Work”, który znalazł się w Top 5 notowania UK Singles Chart.
12 maja 2008 na europejskich rynkach muzycznych ukazało się wydawnictwo Ms. Kelly Deluxe, wzbogacone o nowe utwory wersja albumu wokalistki z roku 2007. Album zajął 23. miejsce na oficjalnej liście najchętniej kupowanych albumów w Wielkiej Brytanii. Głównym singlem promującym płytę był utwór „Daylight” nagrany wspólnie z Gym Class Heroes, który znalazł się w Top 20 brytyjskiej oraz francuskiej oficjalnej listy przebojów. Ponadto „Daylight” znalazł się na ścieżce dźwiękowej do filmu Asterix na olimpiadzie, którego premiera miała miejsce 25 stycznia 2008.
W 2011 roku była jurorką w brytyjskiej edycji talent show X Factor. Udział w programie spowodował, że została wybrana Kobietą Roku 2012 brytyjskiej edycji magazynu „Glamour”.

## Dyskografia

### Albumy
- Simply Deep (2002)
- Ms. Kelly (2007)
- Here I Am (2011)
- Talk A Good Game (2013)

### DVD
- 2007 – BET Presents Kelly Rowland

### Trasy koncertowe
- 2003 – Simply Deeper European Tour
- 2007 – Ms. Kelly Tour

## Nagrody
| Rok                   | Kategoria                                    | Nagroda   | Rezultat |
| --------------------- | -------------------------------------------- | --------- | -------- |
| Grammy Awards         |                                              |           |          |
| 2003                  | Grammy Award for Best Rap/Sung Collaboration | „Dilemma” | Wygrana  |
| Capital FM Awards     |                                              |           |          |
| 2003                  | Ulubiona gwiazda międzynarodowa Londynu      | „Dilemma” | Wygrana  |
| TMF Awards (Holandia) |                                              |           |          |
| 2003                  | Najlepsza gwiazda R&B (Kelly)                |           | Wygrana  |
| 2003                  | Najlepszy międzynarodowy teledysk            | „Dilemma” | Wygrana  |
| Billboard Awards      |                                              |           |          |
| 2003                  | Hot Rap Track of The Year                    | „Dilemma” | Wygrana  |

## Filmografia
| Rok  | Tytuł               | Rola           | Adnotacje   |
| ---- | ------------------- | -------------- | ----------- |
| 1999 | Beverly Hood        | Dziewczyna #2  |             |
| 2002 | The Hughleys        | Carly          | 3 odcinki   |
| 2002 | Saturday Night Live | Gość muzyczny  | 1 odcinek   |
| 2003 | Freddy kontra Jason | Kia Waterson   | Główna rola |
| 2003 | American Dreams     | Martha Reeves  | 2 odcinki   |
| 2003 | Eve                 | Cleo           | 1 odcinek   |
| 2004 | The Seat Filler     | Jhnelle        | Główna rola |
| 2006 | Girlfriends         | Tammy Hamilton | 3 odcinki   |
| 2007 | Jimmy Kimmel Live!  |                | 1 odcinek   |